# 333052 Skeen
333052 Skeen è un asteroide della fascia principale. Scoperto nel 2007, presenta un'orbita caratterizzata da un semiasse maggiore pari a 2,613245 UA e da un'eccentricità di 0,224212, inclinata di 4,005097° rispetto all'eclittica. Ha un diametro di 2,166 km.